# Золтан Апро
Золтан Апро (мађ. Apró Zoltán; Нови Сад, 25. јул 1947 — Хајделберг, Немачка, 12. мај 2010) био је директор фотографије, редитељ, камерман и фотограф мађарске националности из Србије, који је снимио и режирао бројне документарне емисије и игране филмове.
Дипломирао је на смеру камере на београдском Факултету драмских уметности. Био је добитник више признања, између осталог и Велике медаље Београда на Југословенском фестивалу документарног и краткометражног филма, за документарац „Искази и ћутања” Првослава Марића, 1979. године.
За његов рад на документарном серијалу „Вече са звездама” аутора Ранка Мунитића речено је:
„Ако је нешто од лепоте преостало последњих година на нашим ТВ екранима од силних ратних призора, онда је то портретисање камером Золтана Апра у серији „Вече са звездама“. Толико смисла за људско лице, облик и израз, покрет и исказ, није виђено поодавно ни у нашим документарним филмовима. (...) Золтан Апро увек остаје свој, аутор такве сниматељске снаге да редитељи и сарадници, у набројаним разноликим пројектима по врсти и жанру не могу да својом реализацијом (монтажом, пре свега) пониште ишта од његовог ауторског учинка, већ га само тиме потврђују.“ — Зорица Јевремовић, 1994.

## Филмографија (делимично)
Директор фотографије
- „Највише на свету целом“, 1994. (ТВ серијал)
- Прича о повратку, 1993. (кратки документарни)
- Марш /Буђење раног пролећа/, 1991. (видео спот за Бајагу и инструкторе)
- Виолински кључ, 1990. (ТВ филм)
- Миклошићеве сирене, 1985. (ТВ филм)
- Љубавно писмо 1983. (ТВ филм)
- Панонски врх, снимљено 1980, приказано 1989. (играни дугометражни филм)
- Радионица у ликвидацији, 1980. (кратки документарни)
- , 1979. (кратки документарни)
- Искази и ћутања, 1979 (документарни филм)

Серијал „Вече са звездама“, ТВ Нови Сад
Напомена: датуми представљају дан снимања а не приказивања
1. Велимир Бата Живојиновић, снимљено 12. 4. 1988, емитовано 1990.
2. Драгомир Фелба, 8. 2. 1990.
3. Драган Николић, 21. 1. 1991.
4. Рахела Ферари, 23. 1. 1991.
5. Владица Милосављевић, 12. 2. 1991.
6. Раде Марковић, 23. 9. 1991.
7. Оливера Марковић, 24. 9. 1991.
8. Бата Стојковић, 22. 1. 1992.
9. Драгољуб Гула Милосављевић, 21. 6. 1992.
10. Мија Алексић, 22. 6. 1992.
11. Мира Бањац, 23. 6. 1992.
12. Светлана Бојковић, 24. 6. 1992.
13. Славко Штимац, 24. 6. 1992.
14. Љуба Тадић, 25. 6. 1992.
15. Радмила Савићевић, 25. 6. 1992.
16. Мића Томић, 12. 7. 1992.
17. Олга Спиридоновић, 22. 7. 1992.
18. Мира Ступица, 24. 7. 1992.
19. Бата Паскаљевић, 7. 9. 1992.
20. Ружица Сокић, 5. 10. 1992.
21. Жижа Стојановић, 6. 10. 1992.
22. Бранка Веселиновић, 6. 10. 1992.
23. Милена Дравић, 7. 10. 1992.
24. Мирјана Карановић, 12. 10. 1992.
25. Петар Краљ, 13. 10. 1992.
26. Жика Миленковић , 13. 10. 1992.
27. Миодраг Кривокапић, 13. 10. 1992.
28. Душан Јанићијевић, 20. 11. 1992.
29. Бранко Плеша, 4. 4. 1993.
30. Јелисавета Сека Саблић ,7. 4. 1993.
31. Предраг Пепи Лаковић, 8. 4. 1993.
32. Радмила Живковић, 9. 4. 1993.
33. Марија Црнобори, 5. 7. 1993.
34. Стеван Шалајић, 15. 9. 1993.
35. Велимир Бата Животић, 15. 9. 1993.
36. Зорица Јовановић, 19. 10. 1993.
37. Татјана Бељакова, 20. 10. 1993.
38. Стево Жигон, 20. 10. 1993.
39. Јанез Врховец, 21. 10. 1993.
40. Ксенија Јовановић, 4. 11. 1993.
41. Богдан Диклић, 5. 11. 1993.
42. Миодраг Петровић Чкаља, 5. 11. 1993.
43. Ева Рас, 6. 11. 1993.
44. Иван Хајтл, 1. 3. 1994.
45. Олга Ивановић, 8. 3. 1994.
46. Мира Николић, 8. 3. 1994.
47. Миодраг Мргуд Радовановић, 9. 3. 1994.
48. Радмила Андрић, 9. 3. 1994.
49. Драган Максимовић, 10. 3. 1994.
50. Иби Ромхањи, 24. 5. 1994.
51. Милица Радаковић, 24. 5. 1994.
52. Горица Поповић, 31. 5. 1994.
53. Бора Тодоровић, 1. 6. 1994.
54. Александар Берчек, 30. 6. 1994.
55. Петар Словенски, 25. 10. 1994.
56. Душко Булајић, 26. 10. 1994.
57. Гизела Вуковић, 26. 10. 1994.
58. Мерима Исаковић, 27. 10. 1994.
59. Дара Чаленић, 17. 10. 1995.
60. Боро Стјепановић, 2. 11. 1995.
61. Станислава Пешић, 5. 1. 1996.
62. Тамара Милетић, 6. 1. 1996.
63. Васа Пантелић, 7. 1. 1996.
64. Соња Савић, 6. 3. 1996.
65. Предраг Ејдус, 6. 3. 1996.
66. Босиљка Боци, 7. 3. 1996.
67. Славка и Бранислав Јеринић, 7. 3. 1996.
68. Аљоша Вучковић, 29. 4 1996.
69. Љубиша Бачић и Милутин Бутковић, 29. 4. 1996.
70. Татјана Лукјанова, 17. 5. 1996.
71. Дара Џокић, 21. 5. 1996.
72. Павле Минчић, 21. 5. 1996.
73. Михајло Миша Јанкетић, 21. 5. 1996.
74. Радмила Рада Ђуричин, 12. 6. 1996.
75. Петар Банићевић, 12. 6. 1996.
76. Бранислав Лечић, 13. 6. 1996.
77. Бранка Петрић, 21. 6. 1996.
78. Славко Симић, 9. 7. 1996.
79. Мирјана Јоковић, 4. 10. 1996.
80. Лидија Стевановић, 24. 3. 1997.

Сниматељ
- Велики транспорт, 1983 (помоћник сниматеља)
- Парлог,  1974 (фотограф)